# Lerista arenicola
Lerista arenicola är en ödleart som beskrevs av  Storr 1971. Lerista arenicola ingår i släktet Lerista och familjen skinkar. Inga underarter finns listade i Catalogue of Life.